# Lim Seon-joo
Lim Seon-joo (koreanisch 임선주; * 27. November 1990 in Südkorea) ist eine südkoreanische Fußballspielerin. Seit 2009 spielte sie als A-Nationalspielerin ihres Landes.

## Karriere

### Verein
Seit 2011 spielte Lim für die Incheon Hyundai Steel Red Angels als Abwehrspielerin.

### Nationalmannschaft
Zwischen 2008 und 2009 war sie bei der Südkoreanischen Fußballnationalmannschaft U-20 tätig. Seit 2009 spielt Lim Seon-joo für die Südkoreanische Fußballnationalmannschaft der Frauen. Zudem spielte sie bei der Fußball-Weltmeisterschaft der Frauen 2015. Bisher absolvierte sie 104 Länderspiele.

## Erfolge
- Zypern-Cup-Finalist 2017